# Rison
Rison är administrativ huvudort i Cleveland County i Arkansas. Orten har fått sitt namn efter bosättaren William R. Rison. Rison hade 1 344 invånare enligt 2010 års folkräkning.